# Ароматненська сільська рада
Арома́тненська сільська́ ра́да — адміністративно-територіальна одиниця та орган місцевого самоврядування в Бахчисарайському районі Автономної Республіки Крим. Адміністративний центр — село Ароматне.

## Загальні відомості
- Населення ради: 2 757 осіб (станом на 2001 рік)

## Населені пункти
Сільській раді були підпорядковані населені пункти:
- с. Ароматне
- с. Вікторівка
- с. Маловидне
- с. Рєпіне
- с. Розове

## Населення
Мовний склад населення сільради за даними перепису 2001 року був таким:
| Мова              | Число ос. | Відсоток |
| ----------------- | --------- | -------- |
| українська        | 213       | 7,73     |
| російська         | 1287      | 46,68    |
| кримськотатарська | 1153      | 41,82    |
| молдавська        | 6         | 0,22     |
| білоруська        | 2         | 0,07     |

## Склад ради
Рада складалася з 16 депутатів та голови.
- Голова ради: Чабанов Асан Ремзійович

### Керівний склад попередніх скликань
| Прізвище, ім'я, по батькові | Основні відомості                                                             | Дата обрання | Дата звільнення |
| --------------------------- | ----------------------------------------------------------------------------- | ------------ | --------------- |
| Чабанов Асан Ремзійович     | Сільський голова, 1960 року народження, освіта середня загальна, безпартійний | 26.03.2006   | 31.10.2010      |
| Чабанов Асан Ремзійович     | Сільський голова, 1960 року народження, освіта середня загальна, безпартійний | 31.10.2010   |                 |

Примітка: таблиця складена за даними сайту Верховної Ради України

### Депутати
За результатами місцевих виборів 2010 року депутатами ради стали:

#### За суб'єктами висування
| Суб'єкт висування | Кількість обраних депутатів | %  |
| ----------------- | --------------------------- | -- |
| Самовисування     | 12                          | 75 |
| Партія регіонів   | 4                           | 25 |

#### За округами
| № округу        | Прізвище, ім'я, по батькові    | Дата визнання обраним | Освіта  | Партійна приналежність | Відомості про обраного депутата                     |
| --------------- | ------------------------------ | --------------------- | ------- | ---------------------- | --------------------------------------------------- |
| Партія регіонів |                                |                       |         |                        |                                                     |
| 2               | Саприкіна Валентина Григорівна | 01.11.2010            | вища    | член Партії регіонів   | будинок культури, с. Ароматне, директор             |
| 4               | Яковлєва Тетяна Анатоліївна    | 01.11.2010            | вища    | позапартійна           | ЧП «Кузьменко О. Н.», продавець                     |
| 5               | Карпова Вікторія Вікторівна    | 01.11.2010            | вища    | позапартійна           | приватний підприємець                               |
| 6               | Яшна Світлана Вікторівна       | 01.11.2010            | вища    | позапартійна           | ЗАО «Крим-Аромат», головний бухгалтер               |
| Самовисування   |                                |                       |         |                        |                                                     |
| 1               | Сердюк Григорій Іванович       | 01.11.2010            | середня | позапартійний          | фермерське господарство «Саговникових», фермер      |
| 3               | Лізогуб Ірина Анатоліївна      | 24.10.2011            | вища    | член Партії регіонів   | Райфайзен банк «Аваль», начальник відділення        |
| 7               | Ібраімов Снавер Енверович      | 01.11.2010            | середня | позапартійний          | ЗАТ «Крим-Хліб», охоронець                          |
| 8               | Шерефедінов Рустем Наріманович | 01.11.2010            | вища    | позапартійний          | тимчасово не працює                                 |
| 9               | Ісмаїлова Гульзара Усеїнівна   | 01.11.2010            | вища    | позапартійна           | пенсіонер                                           |
| 10              | Бадасян Артур Спартакович      | 01.11.2010            | середня | член Партії регіонів   | МНС, старший сержант                                |
| 11              | Каракаш Сєтабла Серверович     | 01.11.2010            | середня | позапартійний          | приватний підприємець                               |
| 12              | Амєтов Еміль Серверович        | 01.11.2010            | середня | позапартійний          | Бахчисарайська загальноосвітня школа № 3, охоронець |
| 13              | Каялієв Аріман Сейранович      | 01.11.2010            | середня | позапартійний          | тимчасово не працює                                 |
| 14              | Аблаєв Айдер Белялович         | 01.11.2010            | середня | позапартійний          | фірма ТЕС, оператор                                 |
| 15              | Аккієв Аладін Руджиєвич        | 01.11.2010            | вища    | позапартійний          | нафтобаза м. Бахчисарай, охоронець                  |
| 16              | Бекіров Енвер Рустемович       | 01.11.2010            | вища    | позапартійний          | тимчасово не працює                                 |